# 26652 Klinglesmith
26652 Klinglesmith este o planetă minoră (asteroid), cu un diametru de 5,041 km, din centura de asteroizi. A fost descoperită pe 20 august 2000 la Stația Anderson Mesa de Lowell Observatory Near-Earth-Object Search. 
Obiectul prezintă o orbită caracterizată de o semiaxă mare de 2,6246757 UAi, o excentricitate de 0,26, o înclinație de 6,44371 ° în raport cu ecliptica.